# TANESCO
TANESCO — энергогенерирующая компания Танзании. Компания принадлежит правительству Танзании, её действия регулируются Министерством энергетики и минеральных ресурсов (Ministry of Energy and Minerals). Компании принадлежит 98 % сектора в стране.
Полное название компании – Tanzania Electric Supply Company Limited, до 1968 года компания носила название Tanganyika Electric Supply Company Ltd.

## История
Компания была основана 26 ноября 1931 года и носила название Tanganyika Electric Supply Company Ltd. (TANESCO), когда правительство Танзании передало управление энергетическим сектором в частные руки. Операционная деятельность началась в 1933 году, с управления дизельной электростанцией в Канге. Дальнейшее развитие компании включало в себя строительство ряда гидроэлектростанций, первой из которых была ГЭС Пангани-Фоллс, запущенная в 1936 году. 
В 1945 году основная часть электроэнергии компании шла на развитие сельскохозяйственной индустрии региона, в особенности на выращивание сизаля в регионе Пангани. Чтобы исключить возможные риски и диверсифицировать покупательскую способность, компания TANESCO попросила разрешение на продажу электроэнергии в порт Момбаса в Кении. Долгосрочное соглашение было подписано в феврале 1948 года, экспортные поставки продолжались до 1965 года.
Начиная с 1964 года, правительство Танзании было занято выкупом бумаг компании TANESCO, о заинтересованности в которой было объявлено после признания независимости страны в 1961 году. К 1975 году компании TANESCO и DARESCO были полностью выкуплены.

### DARESCO
Компания Dar es Salaam and District Electric Supply Company Ltd (DARESCO) была основана, как и TENESCO, в 1931 году. Основной деятельностью компании в то время было строительство новой электростанции в Дар-эс-Саламе. В конце 1950-х годов компания имела филиалы в городах Табора, Додома, Мбея, Иринга, Линди, Морогоро и других. В 1968 году было принято решение об объединении компаний, тогда же компания получила своё современное название.

## Управление
Совет директоров компании TANESCO состоит из восьми человек, которые представляют правительство Танзании, общественность и частный бизнес. Министр энергии и минералов назначает всех членов совета за исключением его главы. Глава совета директоров назначается президентом объединённой республики Танзания.
В период с 2002 по 2006 год компания управлялась по контракту южноафриканской Net Group Solutions. Первый двухгодичный контракт был продлён под давлением Всемирного банка в августе 2004 года. В 2006 году правительство Танзании отказалось продлевать контракт, посчитав менеджмент неэффективным.
С 1964 по 1979 год управление компанией сильно поменялось Численность сотрудников возросла с 1406 до 4481 человек, при этом процент граждан Танзании увеличился с 87 до 99,5 %. К 1979 году почти все руководящие посты в компании занимали жители страны. В августе 2008 года в компании работало 5175 человек. 

## Деятельность
Компания осуществляет деятельность по генерации, транспортировке и продаже электроэнергии в материковой Танзании. Кроме того, компания доставляет электроэнергию до острова Занзибар, где её распределением занимается компания ZECO (Zanzibar Electricity Supply Corporation), в функции которой также ходит доставка электричества до островов Унгуя и Пемба.

### Гидроэнергетика
Первая дамба была построена в 1936 году на реке Пангани. Длина дамбы составляла более 90 метров, мощность электростанции – 5 мегаватт. После установки ряда дополнительных генераторов к 1959 году мощность достигла своего максимального уровня – 17,5 мегаватт. Дамба на реке Пангани была перестроена. Ведется строительство крупной ГЭС Джулиуса Ньерере на реке Руфиджи.

### Дизельная электроэнергетика
Наряду с традиционной гидроэнергетикой, компания TANESCO занимается и альтернативной энергетикой, в частности дизельными электростанциями. Первая дизельная электростанция в Курасини начала работу еще в 1933 году. В 1969 году она была заменена на станцию Убунго, построенную в Дар-эс-Салааме.

### Электросети
Расширение электросетей проходило вместе со строительством и реконструкцией каждого энергогенерирующего объекта компании. В 1965 году правительство Танзании предложило субсидии компании для электрификации малонаселённых сельских районов, что привело к значительному расширению сетей в материковой части страны в конце 1960-х и начале 1970-х, кроме того, был электрифицирован остров Мафия.
Первая крупная электросеть была построена в 1975 году при финансовой поддержке правительства Канады и Танзании. Высоковольтная линия протяжённостью 350 км соединила города Кидату и Дар-Эс-Салаам. 